# كاميلو أورتيغا
كاميلو أورتيغا (بالإسبانية: Camilo Ortega)‏ هو ثوري وسياسي نيكاراغوي، ولد في 13 ديسمبر 1950 في ماناغوا في نيكاراغوا، وتوفي في 26 فبراير 1978 في مسايا، نيكاراغوا في نيكاراغوا.